# Damagaram Takaya (département)
Damagaram Takaya est un département de la région de Zinder au Niger.

## Géographie
Le département s'étend à l'est de la ville de Zinder, sur une superficie de 5 181 km2.
| Tanout  | Gouré            | Gouré   |
| Takeita | Damagaram Takaya | Gouré   |
| Mirriah | Magaria          | Dungass |

## Histoire
Le poste administratif de Damagaram Takaya instauré en 1964, est séparé en 2011 du département de Mirriah et élevé au statut départemental.

## Population
Selon le recensement général de la population et de l'habitat de 2012, le département compte 241 169 habitants. De 2001 à 2012, la population a augmenté en moyenne de 5,4 % par an (pour un accroissement national moyen de : 3,9 %). 

## Administration
Le département couvre six communes rurales : 
- Albarkaram
- Damagaram Takaya
- Guidimouni
- Mazamni
- Moa
- Wamé